# Frédégise de Clermont
Frédégise, en latin Fredegisus, Fridigisus, Frigidisus ou Frefigiuss, était un religieux du haut Moyen Âge qui fut évêque de Clermont au IXe siècle. 

## Éléments biographiques
On connait son existence au travers de la vie de saint Jacques l'Ermite dans laquelle il est dit : « Saint Jacques l’Ermite arriva en Auvergne vers 859 pour rencontrer l'évêque Frédégise de Clermont qui était célèbre  par sa doctrine et sa piété. Il demeura quelque temps près de ce prélat qui l'ordonna prêtre.». Les dates de son épiscopat ne sont pas certaines. 